# Tractat (literatura)
|  | Per a altres significats, vegeu «Tractat internacional». |

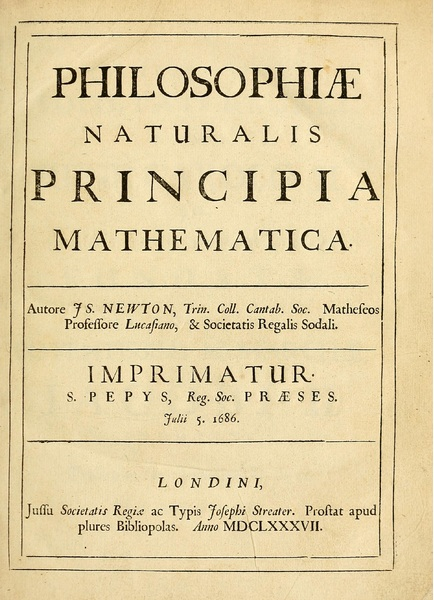
Imatge de la portada del Tractat d'Isaac Newton Philosophiae Naturalis Principia Mathematica.

Un tractat és un gènere literari pertanyent a la didàctica, que consisteix en una exposició integral, objectiva i ordenada de coneixements sobre una qüestió o tema concret; per a això adopta una estructura en progressives subdivisions denominades apartats. Adopta la modalitat discursiva del discurs expositiu, es redacta en tercera persona i es dirigeix a un públic especialitzat que desitja aprofundir en una matèria, raó per la qual cal que estigui elaborat amb una llengua clara i accessible, fecunda en precisions de tota classe, definicions, dades i dates, que s'aporten amb freqüència, per a descarregar el text principal, a peu de pàgina, en el cridat aparell crític.

## Subgèneres
S'individualitzen com a subgèneres del tractat una sèrie de formes literàries fonamentalment segons el grau d'instrucció del públic a qui està destinat (ventall que va des de la ciència pura pel cap alt divulgatiu); segons la seua extensió (des del diccionari enciclopèdic o enciclopèdia a l'opuscle, passant per la monografia) o segons la forma com s'ha extractat o recopilat la informació.
Els subgèneres més habituals del tractat són la monografia, l'opuscle, el diccionari temàtic, la suma, l'enciclopèdia, el manual i el llibre de text. Emparentats amb el tractat estan també el compendi o epítom, el resum i els excerpta.

## Evolució històrica
L'exposició ordenada de coneixements va ser un gènere típicament grec, en el qual va destacar en particular Aristòtil, qui va compilar nombroses informacions en tractats principalment sobre zoologia, ciències naturals, lògica i filosofia; Aristòtil posseïa a més un agusat sentit crític que li feia avaluar amb seny la importància de les fonts i extraure d'elles allò que era substancial i aprofitable. Com desconfiava profundament del caràcter xerrador i elitista del seu mestre Plató, que preferia els procediments maièutics del diàleg, va preferir a més que aqueixos coneixements adoptaren una forma sistemàtica i ordenada en comptes de la més dispersa del diàleg habitual en el seu mestre; és més, va permetre que dites coneixements foren divulgats en forma de còpies dels cursos que impartia en l'Acadèmia i, amb això, va facilitar generosament el progrés posterior de la ciència europea.
Ja en l'edat mitjana, Sant Tomàs d'Aquino va imitar els ordenats i meticulosos procediments de l'Estagirita, l'obra dels quals va contribuir a divulgar i cristianitzar en forma de tractatus. Va elaborar així un gran compendi del saber teològic del seu temps, que va denominar Summa eologica, així com altres opuscles sobre matèries concretes. No obstant això, l'argument d'autoritat o magister dixit prevalia sobre altres arguments de naturalesa més formal i veraç en la cosmovisió medieval, pel que amb freqüència aqueixes exposicions ordenades de coneixements mancava de valor estrictament científic: eren exposicions tancades i dogmàtiques que la seua disciplina no admetia contradiccions internes ni deixaven lloc al dubte. Els instruments del saber, que són la ignorància i el dubte, romanien lligats de peus i mans per la fe i la subordinació de la Filosofia a un saber considerat de superior jerarquia, el teològic; la metodologia era la pròpia del catecisme i és basada quasi sempre en l'esquema pregunta establerta - resposta indiscutida, en el que va tenir una part essencial la pedagogia escolàstica.
Aixina, el tractat es va originar en l'edat mitjana com simple compilació atomitzada i acrítica d'informacions. El sentit crític, no obstant això, apareixerà en el Renaixement al multiplicar-se el nombre de llibres i abaratir-se el seu valor material, de manera que el núvol del coneixement es va expandir fins a fer veure les seues contradiccions internes. Altres gèneres didàctics més oberts es posen de moda, com el diàleg, l'assaig o l'epístola, i Aristòtil ocupa menys rellevant que Plató, que és el nou model per a les idealitzacions de l'humanisme. Després de la retrògrada reacció barroca del xvii, va tenir lloc la resurrecció del gènere des de fins del segle xvii, si bé ja tocat per a sempre per la maduresa de judici de l'escepticisme, per exemple en l'obra de Pierre Bayle. En voga els corrents racionalistes i empíriques, la subseqüent Il·lustració i la seua hipercriticisme va acabar per restablir el gènere amb els seus característiques clàssiques ja en el segle xviii, assolint obres destacades i molt influents, com l'Enciclopèdia dirigida per Denis Diderot.